# Канада на летних Олимпийских играх 1964
Канада принимала участие в Летних Олимпийских играх 1964 года в Токио (Япония) в четырнадцатый раз за свою историю, и завоевала одну бронзовую, одну золотую, две серебряные медали. Сборную страны представляли 20 женщин.

## 01!Золото
- Гребля, мужчины — Роджер Джексон и Джордж Хангерфорд.

## 02!Серебро
- Лёгкая атлетика, мужчины, 800 метров — Билл Кротерс.
- Дзюдо, мужчины, — Дуглас Роджерс.

## 03!Бронза
- Лёгкая атлетика, мужчины, 100 метров — Гарри Джером.

## Результаты соревнований

### Академическая гребля
В следующий раунд из каждого заезда проходили несколько лучших экипажей (в зависимости от дисциплины). В финал A выходили 6 сильнейших экипажей, ещё 6 экипажей, выбывших в отборочном заезде, распределяли места в малом финале B.
Мужчины
| Соревнование | Спортсмены                       | Предварительный заезд | Предварительный заезд | Предварительный заезд | Отборочный заезд | Отборочный заезд | Отборочный заезд | Финал   | Финал   | Итоговое место |
| Соревнование | Спортсмены                       | Заезд                 | Время                 | Место                 | Заезд            | Время            | Место            | Время   | Место   | Итоговое место |
| ------------ | -------------------------------- | --------------------- | --------------------- | --------------------- | ---------------- | ---------------- | ---------------- | ------- | ------- | -------------- |
| одиночки     | Лейф Готфредсен                  | 3                     | 8:15,30               | 4                     | 2                | 8:02,72          | 3 QB             | Финал B | Финал B | 8              |
| одиночки     | Лейф Готфредсен                  | 3                     | 8:15,30               | 4                     | 2                | 8:02,72          | 3 QB             | 7:28,70 | 2       | 8              |
| двойки       | Джордж Хангерфорд Роджер Джексон | 2                     | 7:19,78               | 1 QA                  | не участвовали   | не участвовали   | не участвовали   | Финал A | Финал A | 1              |
| двойки       | Джордж Хангерфорд Роджер Джексон | 2                     | 7:19,78               | 1 QA                  | не участвовали   | не участвовали   | не участвовали   | 7:32,94 | 1       | 1              |